# Abtei Waulsort

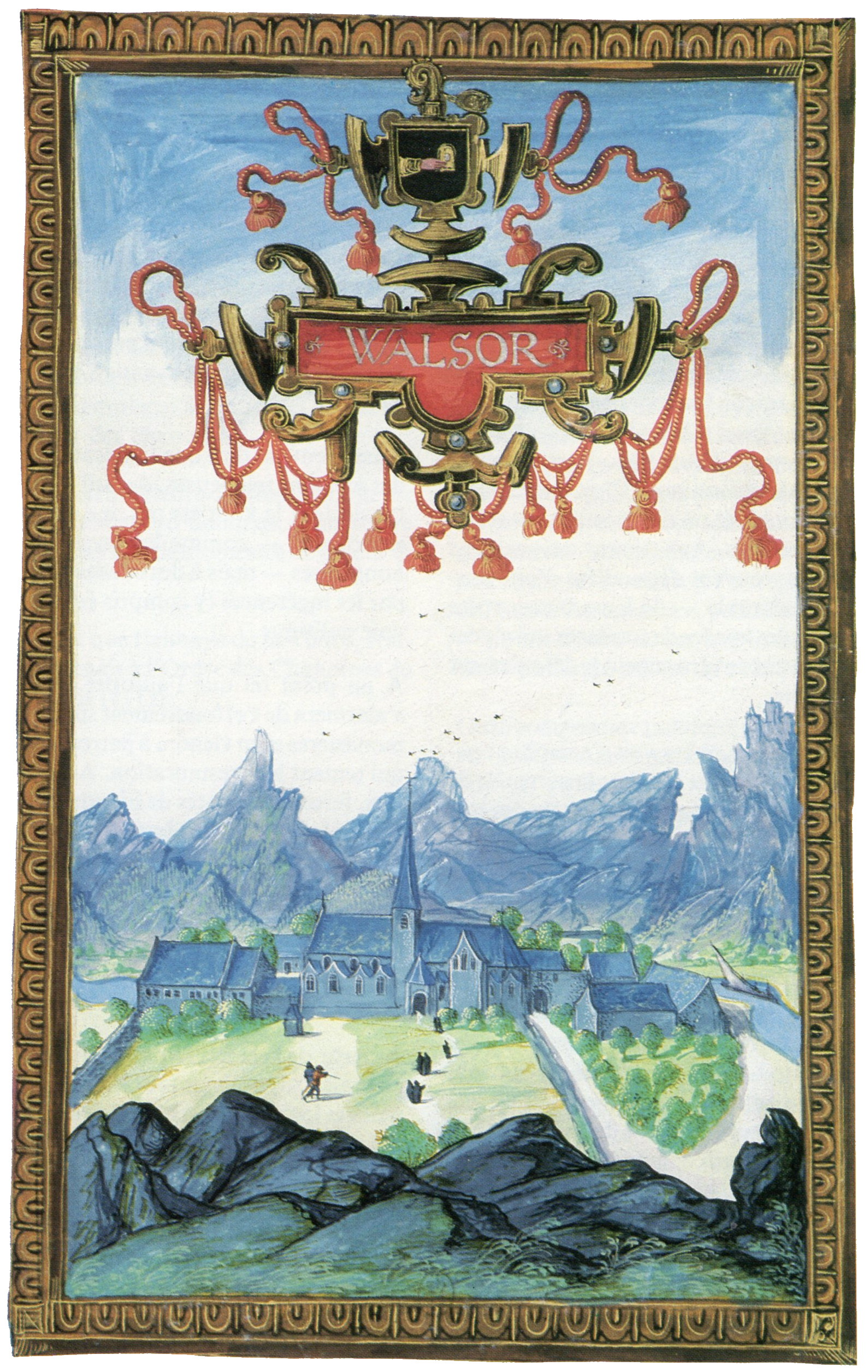
Die Abtei Waulsort im Jahr 1604 in den Alben von Croÿ.

Die Abtei Waulsort (französisch Abbaye de Waulsort) war ein Benediktinerkloster in Waulsort, Wallonien, heute Hastière in der Provinz Namur in Belgien.
Das Kloster wurde im Jahr 946 von irischen und schottischen Mönchen gegründet. Die Namen der ersten drei Äbte von Waulsort sind bekannt. Auf Malcalan (Machalan) folgte Cadróe (Kaddroe), der wiederum von Forannan (gest. 980 oder 982) abgelöst wurde. Im Jahr 986 bestätigte Kaiser Otto I. den Zusammenschluss der Klöster Waulsort und Hastière. Eine andere Quelle besagt, dass sich das Kloster im Laufe seiner Geschichte mit seiner Nachbarabtei in Hastière verbündete, die ihm um das Jahr 1000 angegliedert wurde.
1117 trat Wibald von Stablo als Novize in die hiesige Benediktinerabtei ein, wo er später Schulmeister und Pförtner wurde, bevor er in die Abtei Stablo übertrat.
Die Abtei Waulsort wurde während der Französischen Revolution im Jahr 1793 aufgelöst und geplündert. Die erhaltenen Gebäude wurden zu einem Privathaus umgestaltet.
Die ehemalige Abtei ist vor allem als Eigentümerin des Lothar-Kristalls (10. bis 18. Jahrhundert) bekannt.

## Bilder

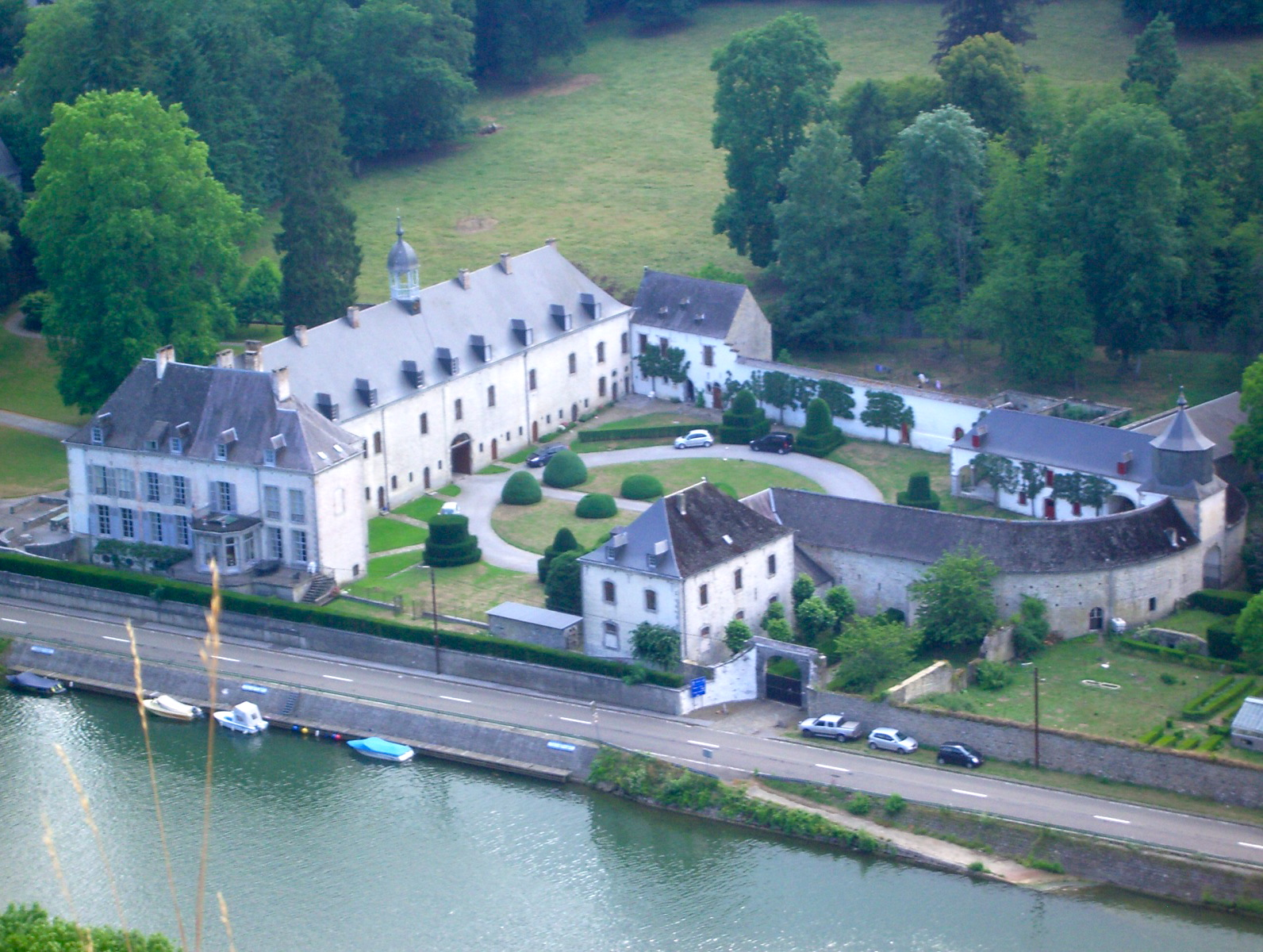
Die ehemalige Abtei Waulsort
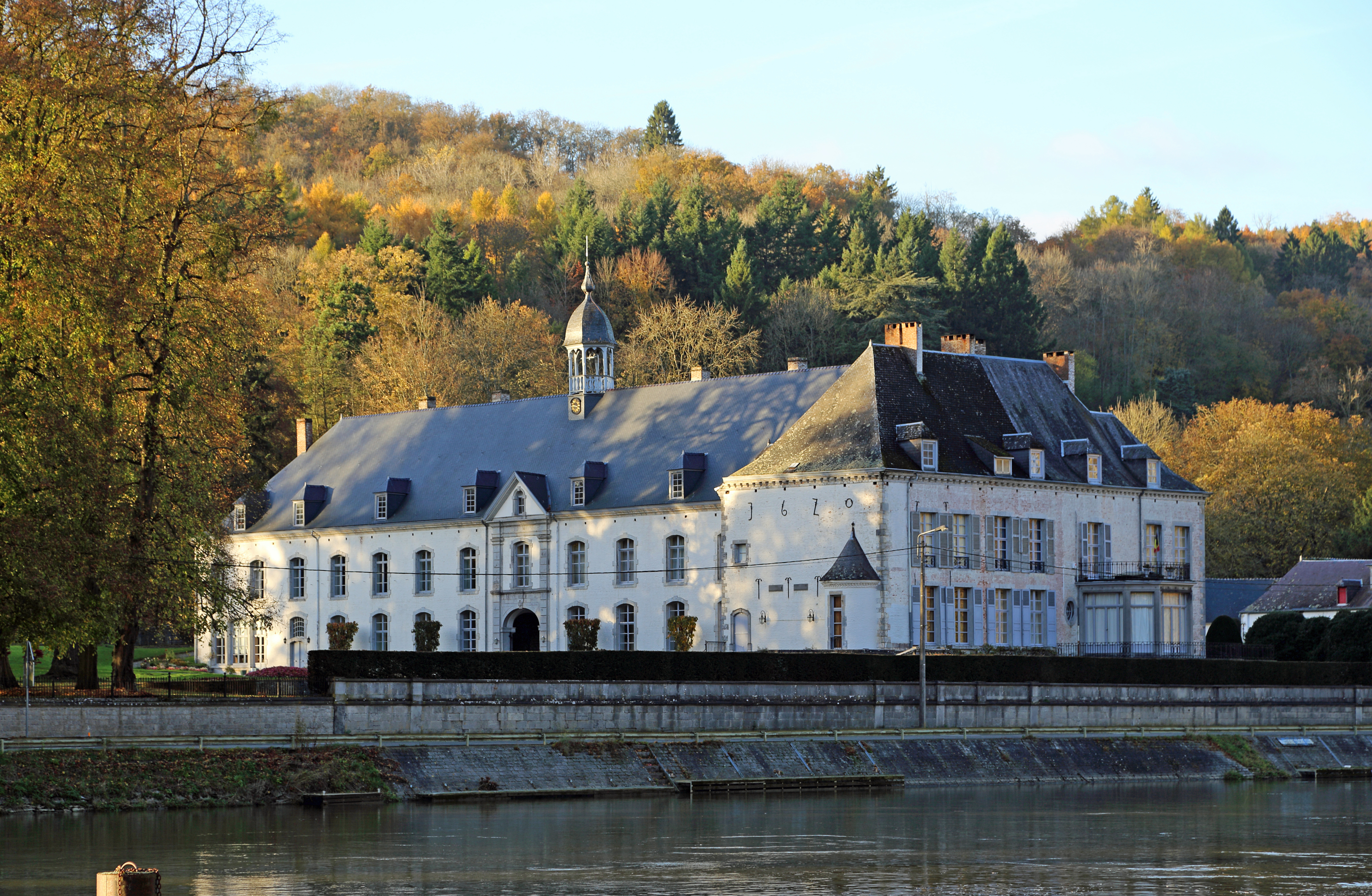
Die ehemalige Abtei von der Maas aus gesehen.